# Cetejus
Cetejus es un género de coleóptero de la familia Passalidae.

## Especies
Las especies de este género son:
- Cetejus acutangulus
- Cetejus bretoni
- Cetejus convexus
- Cetejus glabriventris
- Cetejus grabowskyi
- Cetejus gracilis
- Cetejus halmaheirae
- Cetejus imbecillis
- Cetejus innovator
- Cetejus laevigatus
- Cetejus lateralis
- Cetejus longicornis
- Cetejus obliquus
- Cetejus paradoxus
- Cetejus peltosticus
- Cetejus pseudamericanus
- Cetejus schenklingi
- Cetejus sodalis
- Cetejus virginalis